# Piazza dei Cavalieri di Malta
La piazza dei Cavalieri di Malta, o piazza Cavalieri di Malta, è una piazza sita tra via di Santa Sabina e via di Porta Lavernale, a Roma, nel rione Ripa.
Sita sulla sommità del colle Aventino, trae il proprio nome dal fatto di costituire l'accesso alla sede del Sovrano militare ordine di Malta, cioè alla villa del Priorato di Malta.
La piazza, come tutto il complesso residenziale costituito dalla villa stessa e dalla chiesa palatina, la chiesa di Santa Maria del Priorato, è stata progettata nel 1765 da Giovan Battista Piranesi, che ha utilizzato motivi di trofei militari misti agli stemmi dell'Ordine.
Le sue dimensioni e l'impostazione alludono all'armilustrium, la festa che si teneva in onore di Marte in ottobre, per purificare l'esercito romano prima di acquartierarlo per l'inverno, quando i soldati, dopo la parata al circo Massimo, salivano in processione sull'Aventino per sacrificare al dio.

## Galleria d'immagini

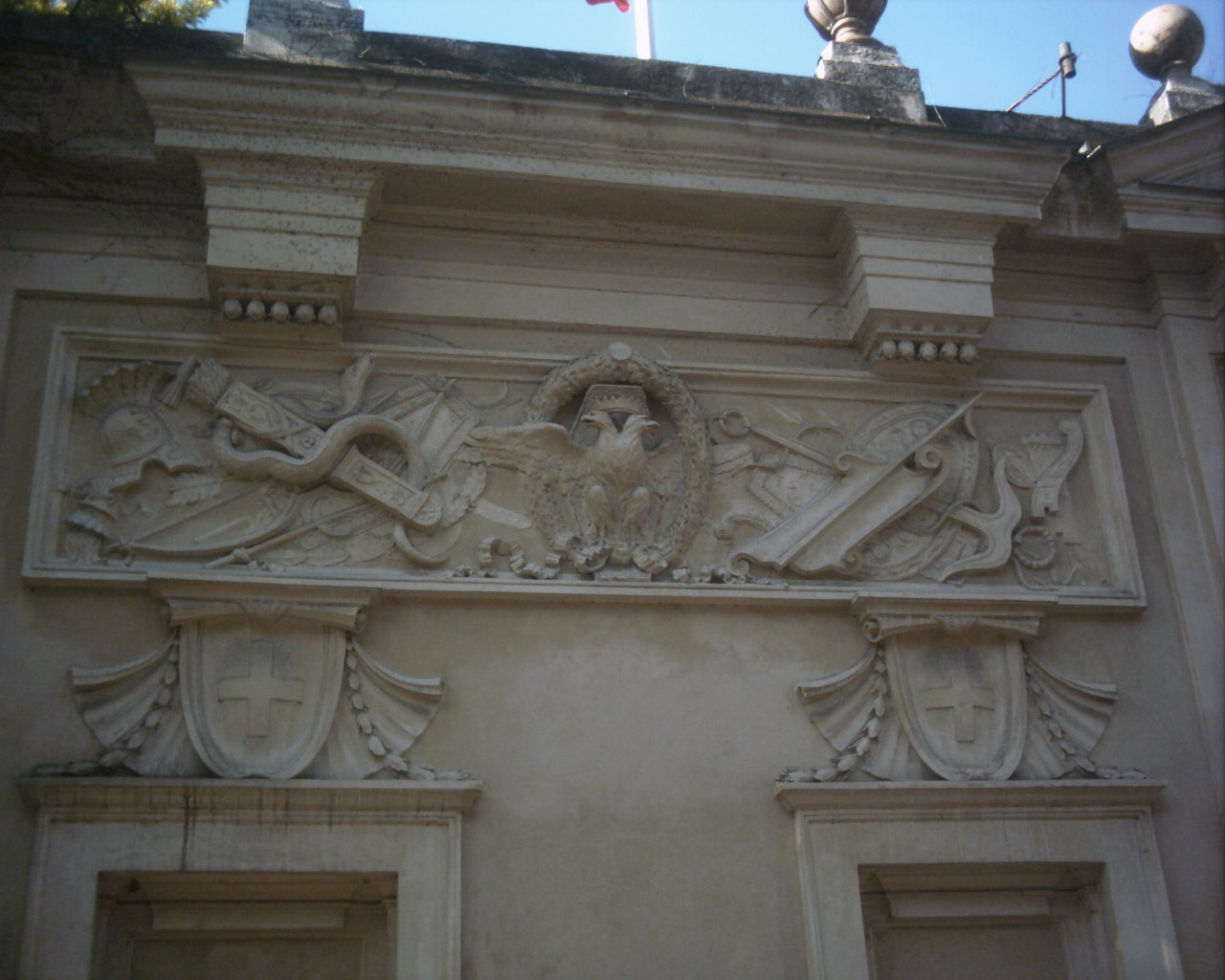
Particolare
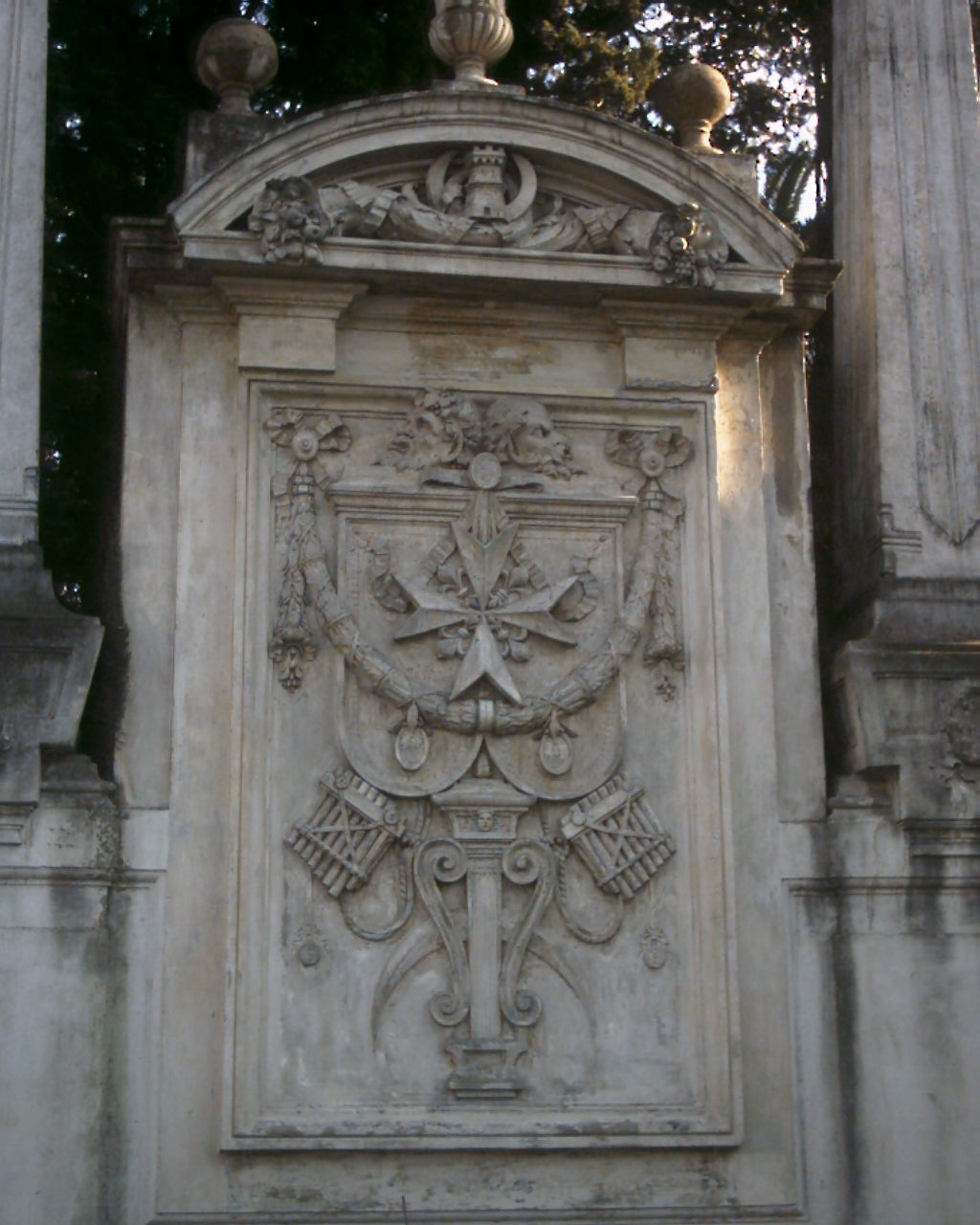
Particolare
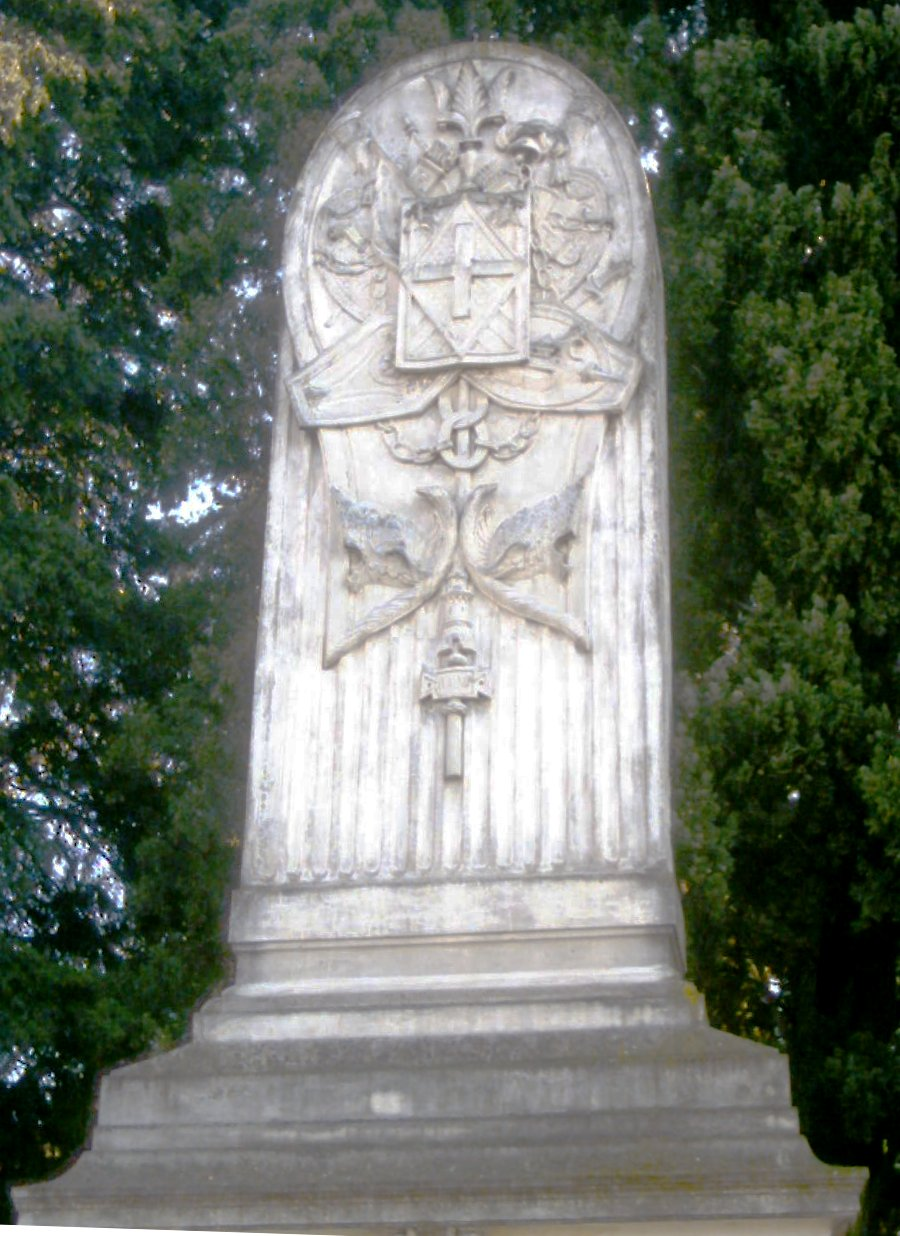
Stele
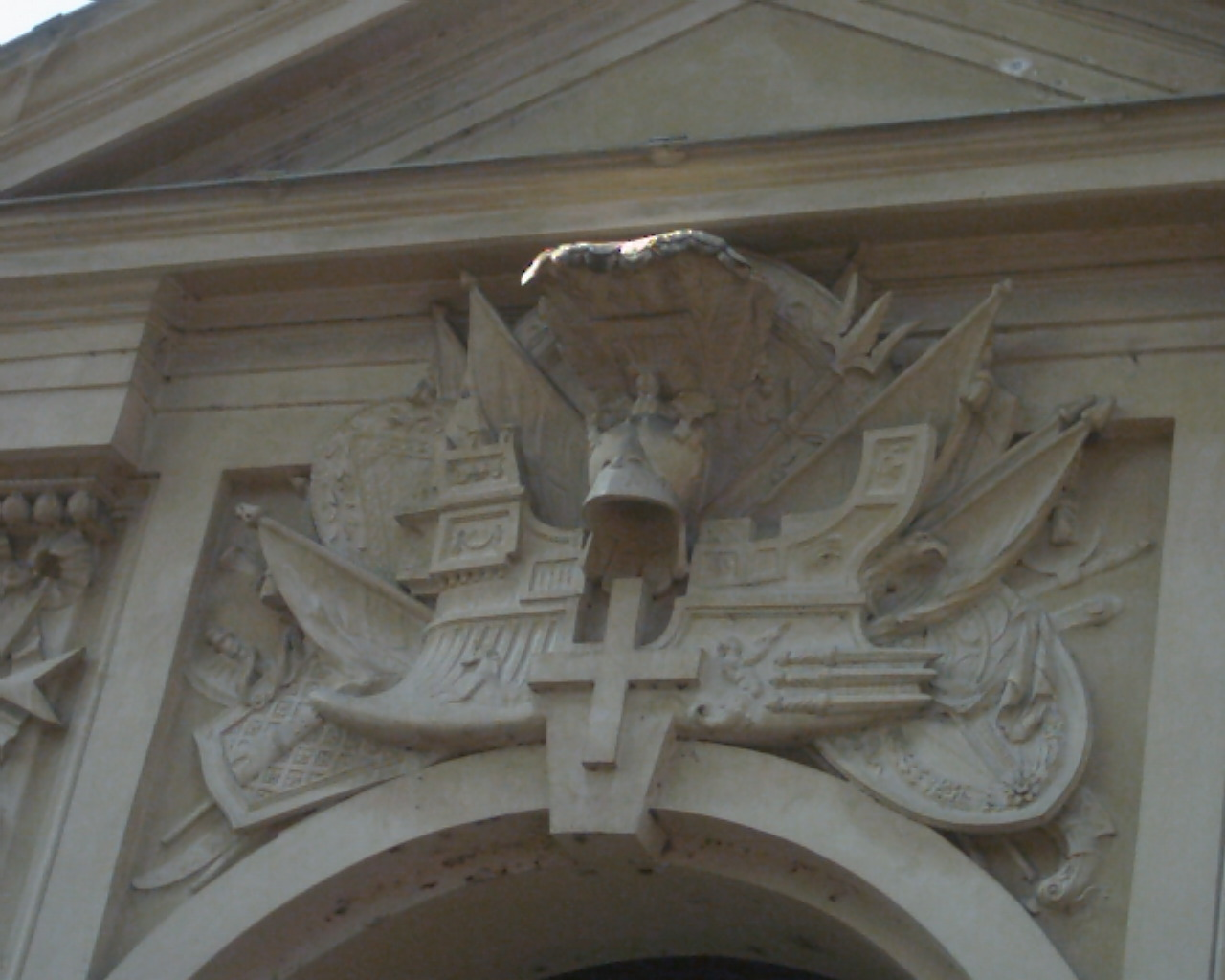
Fregi su un frontone
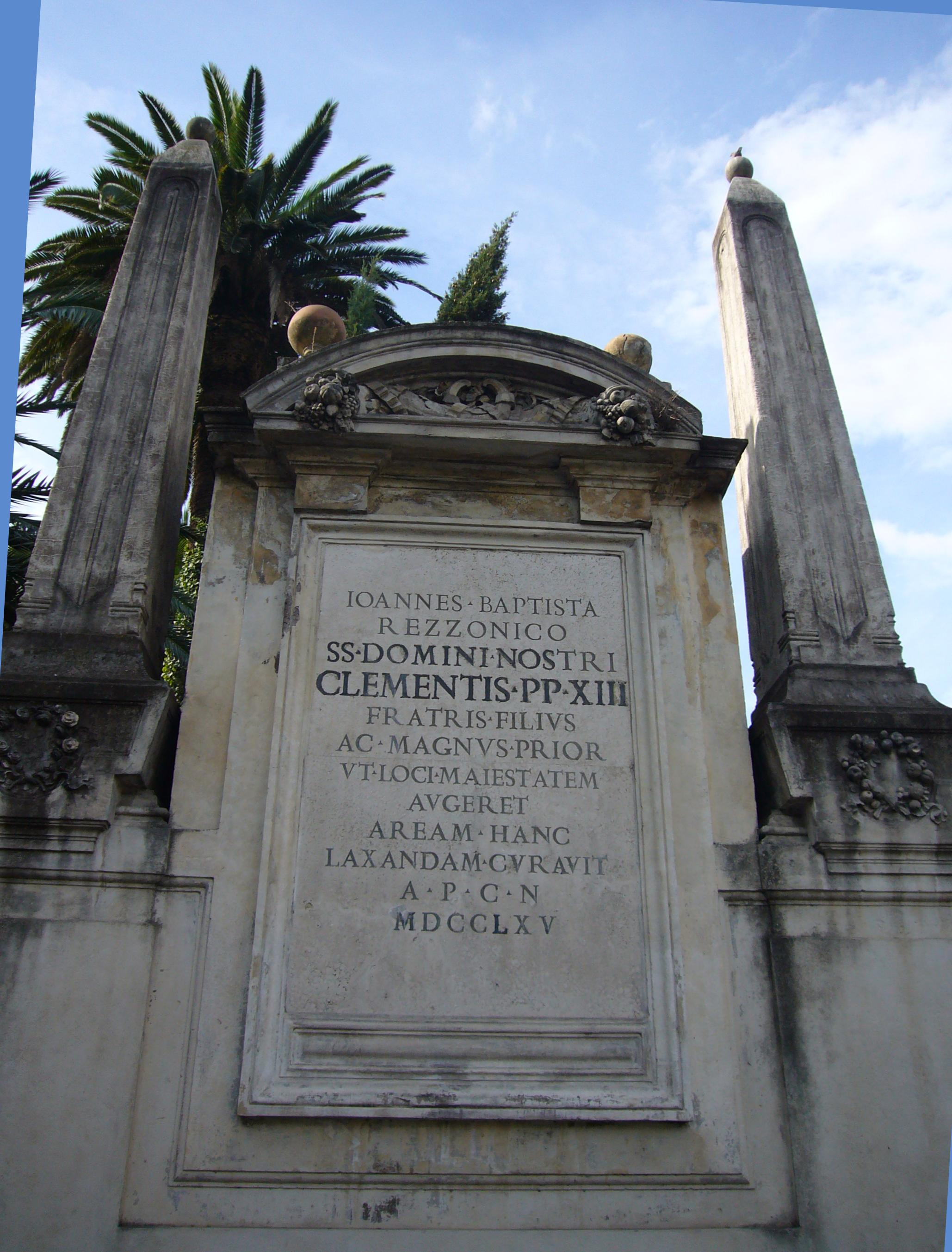
Memoria della ristrutturazione della piazza disposta dal cardinal Rezzonico, nipote di Clemente XIII, nel 1765